# El Pantano
El Pantano è un comune (corregimiento) della Repubblica di Panama situato nel distretto di Santa Fé, provincia di Veraguas. Si estende su una superficie di 52,5 km² e conta una popolazione di 658 abitanti (censimento 2010).